# Jerukgulung (Balerejo)
Jerukgulung is een bestuurslaag in het regentschap Madiun van de provincie Oost-Java, Indonesië. Jerukgulung telt 2089 inwoners (volkstelling 2010).